# فرانچسکو مارانو
فرانچسکو مارانو (انگلیسی: Francesco Marano؛ زادهٔ ۲۷ مهٔ ۱۹۹۰) بازیکن فوتبال اهل ایتالیا است.